# Metahomaloptera omeiensis
Metahomaloptera omeiensis es una especie de peces de la familia Balitoridae en el orden de los Cypriniformes.

## Distribución geográfica
Se encuentran en Asia: río Yangtsé y  cuenca del río jinshi-jiang en Sichuan (la China).

## Hábitat
Es un pez de agua dulce y de clima tropical.